# Мила (вилайет)
Мила (араб. ولاية ميلة‎) — вилайет в северо-восточной части Алжира, одноимённый своему административному центру, городу Мила.

## Географическое положение
Мила лежит в горах Атлас, к западу от города Константина.
Вилайет Мила граничит с вилайетами Джиджель на севере, Скикда на северо-востоке, Константина на востоке, Умм-эль-Буаги на юго-востоке, Батна на юге, Сетиф на западе.

## Административное деление
Административно вилайет разделен на 13 округов и 32 коммуны.

Округа вилайета Мила.

### Округа
| № на карте | Округ                                 | Число коммун |
| ---------- | ------------------------------------- | ------------ |
| 1          | Мила (Mila)                           | 3            |
| 2          | Шелгум-Лайд (Chelghoum Laïd)          | 2            |
| 3          | Ферджиуа (Ferdjioua)                  | 2            |
| 4          | Грарем-Гуга (Grarem Gouga)            | 2            |
| 5          | Уэд-Энджа (Oued Endja)                | 3            |
| 6          | Руашед (Rouached)                     | 2            |
| 7          | Террай-Баинен (Terrai Bainen)         | 3            |
| 8          | Тассадан-Хаддада (Tassadane Haddada)  | 3            |
| 9          | Айн-Беида-Харриш (Aïn Beida Harriche) | 2            |
| 10         | Сиди-Меруан (Sidi Merouane)           | 2            |
| 11         | Телегма (Teleghma)                    | 2            |
| 12         | Бухатем (Bouhatem)                    | 3            |
| 13         | Тадженанет (Tadjenanet)               | 3            |